# 山口奈々
山口 奈々（やまぐち なな、1938年8月10日  - ）は、日本の女優、声優、ナレーター。東京府東京市（現：東京都）出身。青二プロダクション所属。

## 略歴
テレビタレントセンター、松竹を経て青二プロダクション所属（創立メンバー）。

## 人物・特色
声種は「明るく暖かい甘いアルト」。方言は名古屋弁。
役柄としては、アニメでは母親役を演じることが多い。
『タイガーマスク』の若月ルリ子役は出産のため、途中から野村道子に交代。続編『タイガーマスク二世』ではふたたびルリ子を演じている。
『若草物語』、『若草の四姉妹』の両作品では、ハンナ役を演じていた。
特技はテニス、茶道、スキューバダイビング。

## 出演

### テレビアニメ
1966年
- 鉄腕アトム (アニメ第1作)

1967年
- ピュンピュン丸（富士姫）
- 魔法使いサリー（第一作）（1967年 - 1968年、すみれ〈2代目〉、ママ〈2代目〉）
- レインボー戦隊ロビン（タリア）

1968年
- あかねちゃん（華子）
- ゲゲゲの鬼太郎（第1作）（1968年 - 1969年、ねこ娘）
- サイボーグ009

1969年
- アタックNo.1（池崎）
- タイガーマスク（1969年 - 1971年、若月ルリ子〈初代〉、ポーリーヌ・ドルシャン、陽子、穂積千鶴子）
- もーれつア太郎（1969年 - 1970年）
- 佐武と市捕物控
- ハクション大魔王

1970年
- 巨人の星

1971年
- アパッチ野球軍（マリ）
- 国松さまのお通りだい
- アンデルセン物語

1972年
- ゲゲゲの鬼太郎（第2作）

1973年
- バビル2世

1974年
- グレートマジンガー（カオリの母）
- 魔女っ子メグちゃん（1974年 - 1975年、マミ）
- マジンガーZ（みさと）

1975年
- 鋼鉄ジーグ（司馬菊江、フローラ将軍）
- UFOロボ グレンダイザー（小川みゆきの母）

1976年
- キャンディ・キャンディ（レイン先生、ラガン夫人、シスターグレイ）
- 一休さん
- ゲッターロボG（マリアの母）

1977年
- ジェッターマルス（タバスコ夫人）

1978年
- 宇宙海賊キャプテンハーロック（台羽弘子、テシウス、波野静香）
- SF西遊記スタージンガー（1978年 - 1979年、ラセツ）
- 銀河鉄道999（母親、恋人、ホイール・ロックの母、女A、女王）
- 魔女っ子チックル（吉川ヨシ子、カツおばさん、タケシの母）
- 花の子ルンルン
- ピンク・レディー物語 栄光の天使たち

1980年
- 円卓の騎士物語 燃えろアーサー（エレイン）
- 魔法少女ララベル
- 燃えろアーサー 白馬の王子（ベナー）
- 若草物語（ハンナ）

1981年
- 太陽の牙ダグラム（フィナ・カシム）
- ハロー!サンディベル
- 若草の四姉妹（ハンナ）

1982年
- あさりちゃん（知人、バレエ教師、いばらの母）
- おちゃめ神物語コロコロポロン（ピュラモスの母）
- 機甲艦隊ダイラガーXV（モーヤ・キリガッス）
- The・かぼちゃワイン（早川久代）
- タイガーマスク二世（1981年 - 1982年、マリア、ルリ子）
- 吾輩は猫である（婦人）

1983年
- キン肉マン（1983年 - 1986年、キン肉王妃、カズ坊、ブス子、イヤデス会長）
- 装甲騎兵ボトムズ（ゾフィー・ファダス）
- ぼくパタリロ!
- まんが日本史（紫式部、日野富子）

1984年
- キン肉マン 決戦!! 7人の超人VS宇宙野武士（キン肉王妃）
- 宗谷物語（良子）
- Dr.スランプ アラレちゃん（おばさん）
- とんがり帽子のメモル（ペネローペ）

1985年
- ゲゲゲの鬼太郎（第3作）（1985年 - 1987年、磯女、愛子、君子の母、中年女）

1986年
- Mr.ペンペン（国王の王女）

1987年
- エスパー魔美（水上夫人、たつ夫の母）
- グリム名作劇場（王妃）
- シティーハンター（1987年 - 1988年、真由美、婆さん）
- 新メイプルタウン物語 パームタウン編（キリーネ、マネージャー）
- ドラゴンボール（女房）
- レディレディ!!（イザベル・モンゴメリ）

1988年
- キテレツ大百科（婦人、母上、玉枝）
- 新グリム名作劇場（1988年 - 1989年、ホレのおばさん、王女、老婆）
- ひみつのアッコちゃん（1988年）（女社長、カエルの母）

1989年
- 美味しんぼ（大原夫人〈初代〉）
- かりあげクン（社長夫人）
- 新ビックリマン（1989年 - 1990年、聖神ナディア）
- チンプイ（神界エンジェル）

1990年
- YAWARA! a fashionable judo girl!（女学長）
- 魔法使いサリー（第二作）（1990年 - 1991年、老婆、花の屋妻、マサコ）

1991年
- トラップ一家物語（修道院長）

1993年
- GS美神（冥子の母）

1994年
- ツヨシしっかりしなさい（婦人）

1995年
- アニメ世界の童話（アラジンの母、お婆さん）
- ママレード・ボーイ（教頭先生）
- ロミオの青い空（イザベラ）

1996年
- ゲゲゲの鬼太郎（第4作）（タエ）

1999年
- 週刊ストーリーランド（ナレーション）

2001年
- PROJECT ARMS（クイーン・オブ・ハート）

2002年
- あたしンち（2002年 - 2009年、三角さん）

2003年
- カレイドスター（メリル）
- 高橋留美子劇場（牧子）
- プラネテス（ファドランの娘）

2008年
- 西洋骨董洋菓子店〜アンティーク〜（中年の女）

2009年
- こんにちは アン 〜Before Green Gables（ミントン）
- 名探偵コナン（吉沢かね）

2011年
- 異国迷路のクロワーゼ The Animation（侍女、侍女2、侍女3）
- GOSICK -ゴシック-（老女）

2015年
- 新あたしンち（2015年 - 2016年、三角）

2020年
- 富豪刑事 Balance:UNLIMITED（神戸喜久子）

### 劇場アニメ
1969年
- ひとりぼっち

1970年
- アタックNo.1（池崎）

1982年
- Dr.SLUMP “ほよよ!”宇宙大冒険（マシリトのママ）

1984年
- キン肉マン 奪われたチャンピオンベルト（キン肉王妃）
- キン肉マン 大暴れ!正義超人（キン肉王妃）

1985年
- キン肉マン 正義超人vs古代超人（キン肉王妃）
- キン肉マン 逆襲!宇宙かくれ超人（キン肉王妃）
- キン肉マン 晴れ姿!正義超人（キン肉王妃）

1986年
- キン肉マン ニューヨーク危機一髪!（キン肉王妃）
- キン肉マン 正義超人vs戦士超人（キン肉王妃）

1989年
- 伊勢湾台風物語（津島千代）

2003年
- ドラえもん のび太とふしぎ風使い（テムジンのママ）

2004年
- ドラえもん のび太のワンニャン時空伝（タマ）

### OVA
- 宇宙皇子（1990年、大日如来）
- 変幻退魔夜行 カルラ舞う!〜仙台小芥子怨歌〜（1990年、老婆）
- 絶滅の島（1991年、ナレーション）
- みどりの守り神（1991年、みどりの母）
- 機動戦士ガンダム 第08MS小隊（1996年、マリア）
- 装甲騎兵ボトムズ 幻影篇（2010年、ゾフィー・ファダス）

### ゲーム
- Love Songs アイドルがクラスメ〜ト（2001年、出武苑子）
- 第3次スーパーロボット大戦α 終焉の銀河へ（2005年、フローラ）
- 装甲騎兵ボトムズ（2007年、ゾフィー・ファダス）
- 零 －刺青ノ聲－（2008年、久世夜舟）

### ドラマCD
- The Epic of Zektbach -FRAGMENTS OF ARIA TE'LARIA-（クロエ）
- ティンダーリアの種（長老）

### 吹き替え

#### 映画
- ドリーム・ガール/ママにはないしょの夏休み
- ビクター/ビクトリア
- ポルターガイスト（ヘレン）※フジテレビ版

#### ドラマ
- 特捜班CI-5
- ロックフォードの事件メモ

### ラジオドラマ
- 青山二丁目劇場 ドリーム携帯 （仲村良枝）

### ナレーション
- スケバン刑事（フジテレビ）※第11話以降
- 噂の!東京マガジン（TBS）
- カワズ君の検索生活（フジテレビ）
- 教訓のススメ（フジテレビ）
- くるくるドカン〜新しい波を探して〜（フジテレビ）
- ザ・ジャッジEX（フジテレビ）
- サラリーマンNEO Season2「新しいネクタイの結び方講座」（NHK）
- 世界超密着TV!ワレワレハ地球人ダ!!（フジテレビ）
- 世界まる見え!テレビ特捜部（日本テレビ）
- Time3（生ナレーション）
- とんねるずのみなさんのおかげです（フジテレビ）
- Dのゲキジョー 〜運命のジャッジ〜（フジテレビ）
- 独占!金曜日の告白（フジテレビ）
- 69★TRIBE ロック族（フジテレビ）
- メットライフ生命保険（CM）
- 大塚食品 ボンカレーGOLD（CMのナレーション、出演・王貞治、1978年）
- スプライト (炭酸飲料)（CMのナレーション、出演・竹本孝之、1986年）
- くるりんスカッシュ!（CMのナレーション、2004年）
- 歌謡ポップスチャンネル（番宣ナレーション）
- 中居正広の金曜日のスマたちへ「ゲゲゲの女房SP」（ナレーション、武良布枝の証言の朗読）
- 偉人たちの夢（サイエンス チャンネル）
- 爆報! THE フライデー（大沢逸美の母の証言の朗読、原ひさ子の証言の朗読、篠沢秀夫の妻の証言の朗読、他）
- クローズアップ現代（ナレーション）
- FNSドキュメンタリー大賞「自殺大国に潜む影…」（新潟総合テレビ、2006年）
- ザ・ノンフィクション「年上女房日本海〜16歳年の差夫婦・民宿物語〜」（フジテレビ、2012年）
- 尾上松也の謎解き歴史ミステリー（BS11）
- THE・サンデー（日本テレビ）
- 東映まんがまつり・予告編ナレーター（1980年代）

### ボイスオーバー
- 海外ドキュメンタリー
- コズミックフロント
- 世界まる見え!テレビ特捜部
- なるほど!ザ・ワールド
- ハイビジョン特集
- BSドキュメンタリー
- 美の巨人たち

### 特撮
- 快獣ブースカ 第45話「魔法の帽子」（1967年、日本テレビ / 円谷プロ） - シスター
- ウルトラセブン 第24話「北へ還れ!」（1968年、TBS / 円谷プロ） - フルハシ・マナ
- アクマイザー3（1975年） - マジョルカの声、ユキオンナの声、キツネーンの声
- ウルトラマンティガ・ウルトラマンダイナ&ウルトラマンガイア 超時空の大決戦（1999年） - 赤い玉の声 ※山口ナナ名義

### テレビドラマ
- ねらわれた学園（1982年） - 中尾先生

### テレビ番組
- ウルトラ情報局（2004年10月号、ファミリー劇場） - ゲスト
- クイズ☆正解は一年後（声の出演）
- 週刊こどもニュース（声の出演）
- 四つの目（NHK総合）

### 映画
- 100万人の娘たち（1963年）

### 朗読劇
- 朗読劇「タチヨミ-最終巻-」（2025年）[27]

### その他コンテンツ
- 朝日ソノラマ ソノシート・素浪人 月影兵庫「危険な道づれ」（お菊）
- 画ニメ天野喜孝 鳥の歌（老婆）
- 言奏〜ふたつの愛の物語〜（BELOVED公演、2005年）